# Hitlerjugend Gelände-Übung
Hitlerjugend Gelände-Übung mit dem Untertitel „Volk ans Gewehr! Das moderne Spiel der Kriegskunst“ ist ein zur Zeit des Nationalsozialismus in Deutschland Mitte bis Ende der 1930er Jahre (1933 bis 1936, 1938) im Verlag O. & M. Hausser in Ludwigsburg erschienenes Propaganda-Brettspiel.
Das Spiel ist ein Strategiespiel und wurde ähnlich wie Halma gespielt, wobei bis zu vier Spieler mit unterschiedlichen Farben spielten. Es thematisiert eine Geländeübung der nationalsozialistischen Hitlerjugend und wurde unter anderem als „verbilligte Volksausgabe“ herausgegeben. Wie anderes Spielzeug diente auch Hitlerjugend Gelände-Übung im Dritten Reich generell der militärischen Erziehung, wobei bei diesem Spiel ein traditionelles Spiel „in [seinen] aggressiven Komponenten betont wurde“. Aufbauend auf dem Spiel erschien 1936 das Würfelspiel Höhe 606. Hitlerjugend-Gelände-Übung beim gleichen Verlag.

## Belege
1. ↑  Hitlerjugend Geländeübung, Beschreibung in der Objektdatenbank des Deutschen Historischen Museums; abgerufen am 26. November 2017.
2. 1 2  Kerstin Merkel, Constance Dittrich (Hrsg.): Spiel mit dem Reich. Nationalsozialistisches Gedankengut in Spielzeug und Kinderbüchern. Schriften der Universitätsbibliothek Eichstätt 65, 1. Auflage 2011; S. 10. ISBN 978-3-447-06303-6 (Archivierte Kopie (Memento des Originals vom 1. Dezember 2017 im Internet Archive)  Info: Der Archivlink wurde automatisch eingesetzt und noch nicht geprüft. Bitte prüfe Original- und Archivlink gemäß Anleitung und entferne dann diesen Hinweis. PDF)
3. 1 2  Hitlerjugend Gelände-Übung, Beschreibung im Rahmen der Ausstellung „Lebensstationen in Deutschland 1900 bis 1993“ am Deutschen Historischen Museum; abgerufen am 25. November 2017.
4. ↑  Höhe 606, Beschreibung in der Objektdatenbank des Deutschen Historischen Museums; abgerufen am 26. November 2017.